# Бертран де Тесси
Бертра́н де Тесси́ (фр. Bertrand de Thessy или фр. Bertrand de Texi; год и место рождения неизвестны — 1231, Палестина) — 14/15-й Великий магистр ордена госпитальеров (1228—1231), военачальник.

## Краткие сведения
Об этом магистре сохранилось мало сведений. Известно, что избрание его вероятно состоялось летом 1228 года, что заключается по дате смерти его предшественника 1 марта 1228 года (sic), но продлилось до 1 мая 1231 года, когда его преемник уже находился при исполнении обязанностей.
Один из исследователей истории ордена с восхищением описал скульптуру магистра на надгробье: в плаще с мечом в левой руке и раскрытой книгой в правой руке; на переднем плане композиции два рыцаря: один держит шлем и кирасу, второй — меч и щит; надпись на ленте гласит: лат. Bertrando de Texi fortit: piet: magni: insigni ad bene merendum de civibus, H: E: M: S: B: M:.